# Femidom
Femidom er et registreret varemærke for en præventionsmetode, der bruges af kvinder. Femidomet er opfundet af den danske læge Lasse Hessel.
Femidomet er en kombination af et pessar og et kondom. Det er udført som et hylster oprindelig af polyurethan og senere udgaver af nitril polymer og nyeste af latex, hvori der er to ringe – en indre og en ydre i hver sin ende. Ringene hjælper til at holde femidomet korrekt placeret i skeden, så det dækker livmoderhalsen på samme måde som et pessar.
Femidomet beskytter både mod graviditet og kønssygdomme.